# ONE STYLE
『ONE STYLE』（ワン・スタイル）は、東海ラジオ放送で2022年4月2日より毎週土曜日に放送されている音楽番組である。

## 概要
2016年4月から2022年3月まで週末の早朝に編成していた『高井一 スイッチ・オン!』に続き、東海テレビ放送アナウンサー（番組開始時点）の高井一がDJを務める。番組を放送する東海ラジオと高井の所属する東海テレビは別会社であるが、資本関係を有していたり社屋を共有したりするなどの関係はあった。加えて、『-オン!』の開始以降相互の人事交流も活発になっている。
番組名にある「ONE」は、
- 東海テレビ放送のアナログ放送時代のチャンネル『1』
- デジタル放送のチャンネルプリセットID番号『1』
- DJの高井一

にちなんでいる。
2024年3月9日の放送は高井がリスナーとハワイツアーの為。国生千代が代行DJを担当した。
2024年6月15日の放送は高井が体調不良の為源石和輝が代行DJを担当した。

### 放送時間が短縮となる事例
東海ラジオ ガッツナイターを放送する場合、短縮・休止となることがある。
- デーゲーム - 17:00以降も中日戦の試合が続いていれば、試合終了後から20:00までの短縮放送とする（中日戦以外を放送する場合は17時で中継を打ち切り、本番組は定時で始まる）。
- ナイター - 雨傘番組放送時も含めて、17:45で終了する。内包している「らじおガモン倶楽部」・「石原まさたかの痛快! 風雲放談」は、別途単独番組として放送する[4]。

## 出演者

### メインDJ
- 高井一（2023年12月までは東海テレビ放送アナウンサーとして出演）

### 週替わりアシスタント
第4・5週の放送では、東海テレビのアナウンサーがアシスタントを務める。
2022年
- 4月23日:上山真未
- 4月30日:森夏美
- 5月28日:速水里彩
- 6月25日:高橋知幸
- 7月23日:浦口史帆
- 7月30日:小田島卓生
- 8月27日:国生千代
- 9月24日:福島智之
- 11月19日:篠田愛純
- 11月26日:杉山真一
- 12月17日:伊藤大悟
- 12月24日:高橋知幸
- 12月31日:鈴木翔太

2023年
- 1月28日:藤本晶子
- 2月25日:速水里彩
- 3月25日:鈴木翔太
- 4月22日:国生千代
- 4月29日:杉山真一
- 5月27日：篠田愛純
- 6月24日：速水里彩
- 7月8日:森夏美
- 8月5日:恒川英里
- 8月26日:浦口史帆
- 9月23日：篠田愛純
- 10月7日:高橋知幸
- 11月25日:国生千代
- 12月23日:鈴木翔太
- 12月30日:森夏美

2024年
- 1月27日:恒川英里
- 2月24日:速水里彩
- 3月23日:鈴木翔太
- 3月30日:柴田美奈
- 4月27日:速水里彩
- 6月1日:上山真未
- 6月22日:犬塚しおり
- 6月29日:浦口史帆
- 7月20日:谷村謙介
- 8月17日:鈴木翔太
- 8月31日:恒川英里
- 9月28日:福島智之
- 10月19日:伊藤大悟
- 11月23日:纐纈琴巴
- 11月30日:鈴木翔太
- 12月28日:谷村謙介

2025年
- 1月11日:浦口史帆
- 2月22日:谷村謙介
- 3月22日:犬塚しおり
- 4月26日:纐纈琴巴
- 5月24日:鈴木翔太
- 6月7日: 国生千代
- 6月28日:犬塚しおり
- 7月19日:浦口史帆